# Mausoleo di Lenin
Il mausoleo di Lenin (in russo Мавзолей Ленина?- Mavzolej Lenina) è un monumento funerario situato sulla piazza Rossa a Mosca. Esso accoglie le spoglie di Vladimir Il'ič Ul'janov (Lenin), leader della Rivoluzione russa e fondatore dell'Unione Sovietica.
Dopo la morte di Lenin, avvenuta il 21 gennaio 1924, la salma del padre della Rivoluzione d'ottobre fu imbalsamata per poter restare esposta al pubblico in permanenza. Il procedimento fu attuato dal patologo Aleksej Abrikosov, mentre il sarcofago veniva disegnato da Konstantin Mel'nikov, e una prima struttura lignea, destinata ad accogliere i resti del leader sovietico, era stata commissionata all'architetto Aleksej Ščusev.

## Descrizione

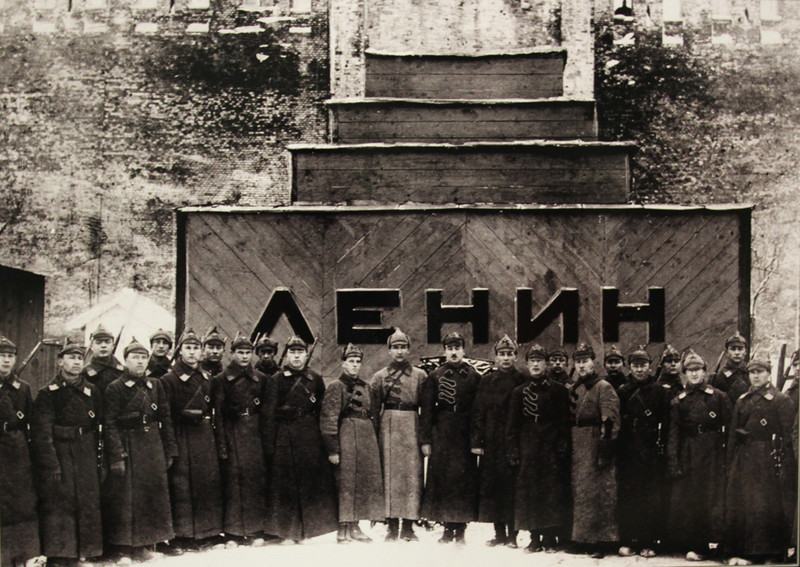
La prima struttura lignea, destinata ad accogliere i resti di Lenin

La costruzione fu ampliata a causa dell'enorme afflusso di visitatori nelle immediatezze del decesso. In seguito, nel 1929, apparendo possibile una lunga conservazione della salma, si decise di erigere una struttura permanente marmoreo-granitica. L'edificio venne realizzato da un'équipe di architetti guidata dallo stesso Ščusev. Dal 1953 al 31 ottobre 1961 al fianco di Lenin fu esposta la salma di Stalin, finché il successore di questi Nikita Chruščëv la fece rimuovere nell'ambito del processo di destalinizzazione. In quel periodo, il mausoleo fu noto come "Mausoleo di Lenin-Stalin", ed una doppia scritta venne apposta al di sopra della porta di ingresso.
La struttura si presenta come una piramide a gradoni alta 12 metri e presenta una facciata di 24 metri di lunghezza. L'edificio è in cemento armato e mattoni. Le pareti sono ricoperte da lastre di marmo nero, labradorite nera, e porfido e granito rossi. L'ingresso al mausoleo è chiuso da una porta a doppio battente ricoperta di rame patinato. Sopra questa porta è presente la scritta in caratteri cirillici che indica il nome di "Lenin" (Ленин).
Il numero di visitatori della tomba è stimato dell'ordine dei dieci milioni fra il 1924 e il 1972, e le visite si protraggono fino ai nostri giorni, anche se il loro senso è generalmente mutato: da omaggio al capo della Rivoluzione a semplice finalità di turismo. Ciò nonostante, la conservazione della mummia, giudicata eccezionalmente lunga in rapporto al suo ottimo stato, ha ingenerato a più riprese il sospetto della sua sostituzione con una statua di cera. Dopo la dissoluzione dell'Unione Sovietica il presidente russo El'cin propose inutilmente la chiusura della struttura e la contestuale sepoltura di Lenin. Dal 1993 non è più prevista una guardia d'onore all'ingresso del mausoleo.

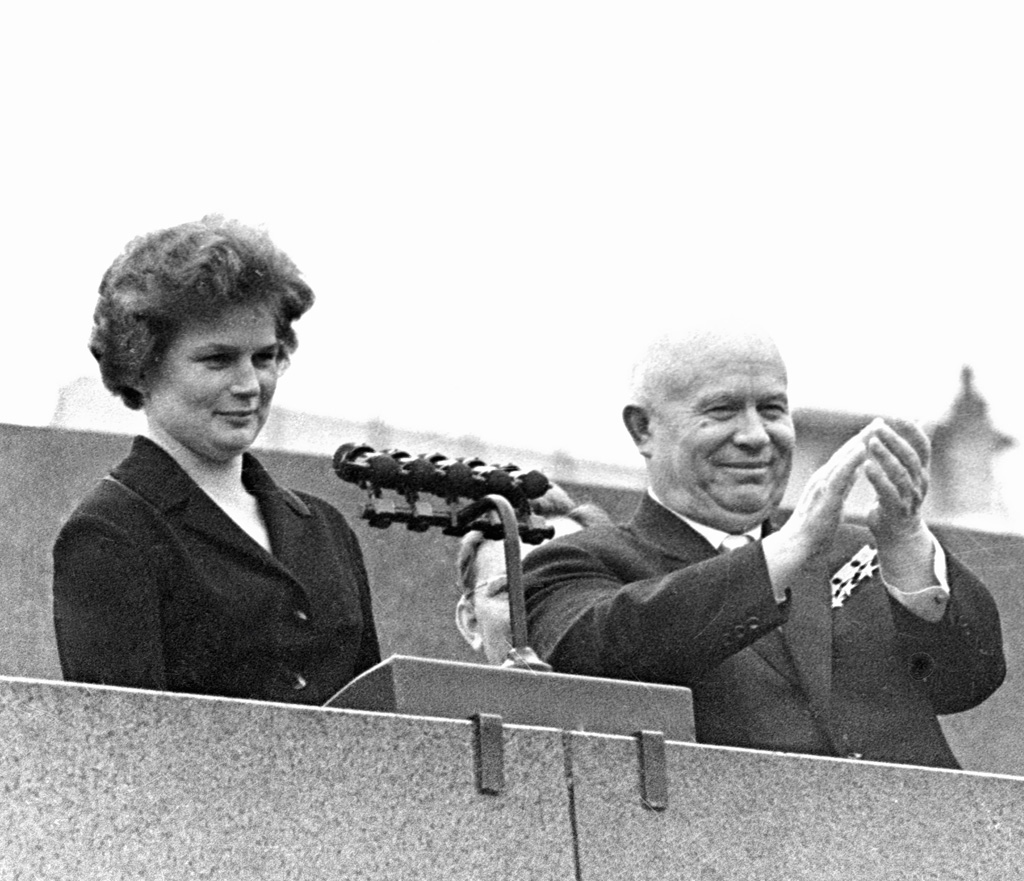
Il mausoleo di Lenin fu usato dai leader sovietici come tribuna per i discorsi alle parate militari

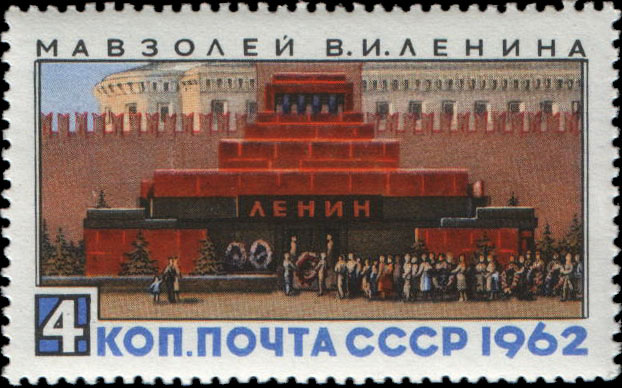
Il mausoleo di Lenin su un francobollo del 1962

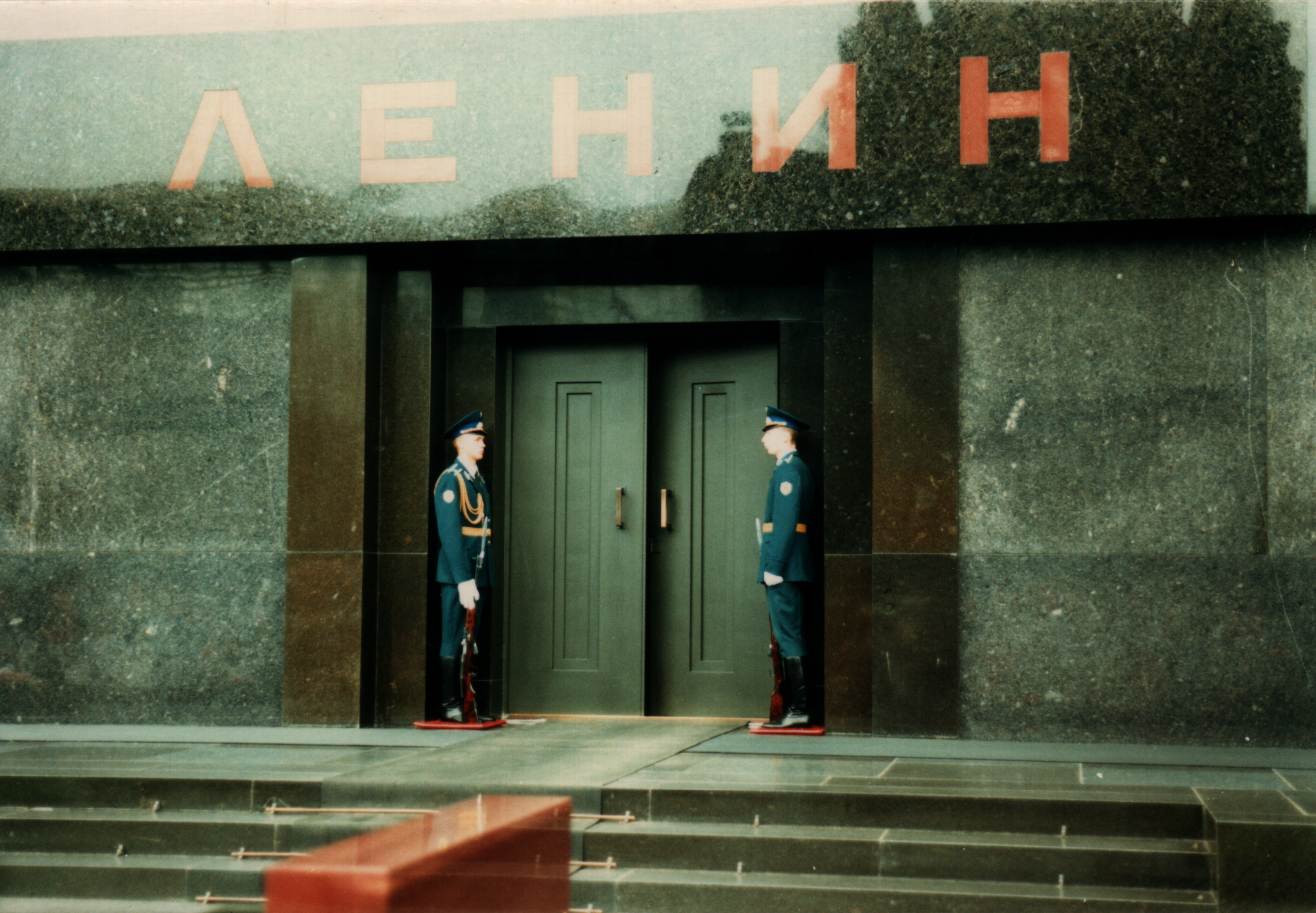
L'entrata del mausoleo nel luglio 1988. Dal 1993 non è più prevista una guardia d'onore all'ingresso dello stesso

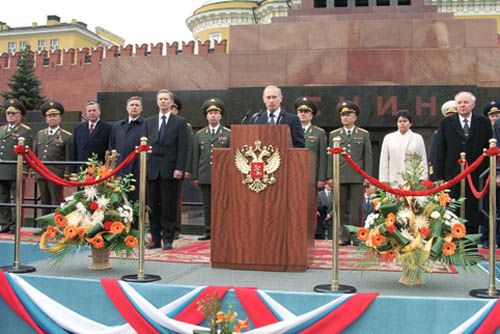
Vladimir Putin tiene un discorso davanti al mausoleo il 9 maggio 2005

Il mausoleo di Lenin ispirò la costruzione di opere analoghe per altri leader socialisti, come il mausoleo di Mao Zedong in Cina, quello di Ho Chi Minh in Vietnam, e di Georgi Dimitrov in Bulgaria.

## Preservazione del corpo di Lenin
Uno dei problemi maggiori che dovettero affrontare gli imbalsamatori fu la comparsa di chiazze nere sulla pelle, specialmente sul viso e sulle mani, della mummia di Lenin. Decisero di risolvere il problema ricorrendo all'uso di vari reagenti chimici. Per esempio, alla comparsa di una nuova macchia o di scolorimento di una porzione di pelle, veniva utilizzata una soluzione di acido acetico e alcol etilico diluita con acqua. Del perossido di idrogeno potrebbe essere stato utilizzato per restaurare il colorito originario. Le macchie di umidità venivano rimosse con l'ausilio di disinfettanti quali chinino o fenolo.
Fino al crollo dell'Unione Sovietica nel 1991, la continua preservazione del corpo era finanziata dal governo russo. La conservazione della mummia è finanziata da donazioni private. Tuttavia nel 2016, il governo russo ha stanziato dal bilancio federale 13 milioni di rubli per la preservazione del corpo di Lenin.

## Il mausoleo oggi
Il mausoleo di Lenin è aperto ogni martedì, mercoledì, giovedì, sabato e domenica dalle 10:00 alle 13:00. I visitatori attendono all'esterno il proprio turno in fila per poter vedere il corpo di Lenin, anche se le file non sono più lunghe come un tempo. L'ingresso è gratuito. Prima dell'entrata nel mausoleo, i visitatori vengono controllati da poliziotti armati o militari di guardia. Ai visitatori è richiesto il rispetto di alcune regole: tenere un contegno rispettoso mentre si è all'interno del sepolcro, non scattare fotografie o effettuare videoriprese del corpo di Lenin, non parlare, fumare, tenere le mani in tasca, indossare cappelli o guanti.
All'interno del mausoleo non è consentito fermarsi ma si è obbligati a procedere in fila indiana procedendo per piccoli passi.
Sin dal 1991, si è discusso sull'ipotesi di rimuovere la salma di Lenin dal mausoleo per seppellirla. Il presidente Boris El'cin, con il supporto della Chiesa ortodossa russa, aveva intenzione di chiudere il mausoleo e di far seppellire Lenin accanto a sua madre, Marija Aleksandrovna Blank, nel cimitero Volkov di San Pietroburgo. Il suo successore, Vladimir Putin, si oppose, facendo notare come l'esumazione di Lenin avrebbe implicato il fatto che generazioni di cittadini sovietici avessero osservato falsi valori nel corso di 70 anni di regime sovietico.